# Sternarchogiton nattereri
Sternarchogiton nattereri är en fiskart som först beskrevs av Steindachner, 1868.  Sternarchogiton nattereri ingår i släktet Sternarchogiton och familjen Apteronotidae. Inga underarter finns listade i Catalogue of Life.